# Championnat de Chine de football 1997
Navigation
Saison 1996 Saison 1998
La saison 1997 du Championnat de Chine de football est la 38e édition de la première division chinoise. Les douze meilleures équipes du pays sont regroupées au sein d'une poule unique, où tous les clubs s'affrontent en matchs aller et retour. À la fin du championnat, pour permettre l'élargissement du championnat à 14 équipes, les deux derniers du classement sont relégués et remplacés par les quatre meilleurs clubs de deuxième division.
C'est le club de Dalian Wanda, tenant du titre, qui remporte à nouveau la compétition après avoir terminé en tête du classement final, avec onze points d'avance sur Shanghai Shenhua et dix-sept sur Beijing Guoan. C'est le troisième titre de champion de Chine de l'histoire du club.

## Les clubs participants
| - Jinan Taishan Jiangjun - Shanghai Shenhua - Beijing Guoan - Dalian Wanda - August 1st - Tianjin Lifei | - Sichuan Quanxing - Guangzhou Apollo - Qingdao Yizhong Hainiu - Promu de D2 - Qianwei Huandao - Promu de D2 - Yanbian Aodong - Guangdong Hongyuan |

## Compétition
Le barème de points servant à établir les classements se décompose ainsi :
- Victoire : 3 points
- Match nul : 1 point
- Défaite : 0 point

### Classement
| Rang | Équipe                  | Pts | J  | G  | N  | P  | Bp | Bc | Diff |
| ---- | ----------------------- | --- | -- | -- | -- | -- | -- | -- | ---- |
| 1    | Dalian WandaT           | 51  | 22 | 15 | 6  | 1  | 47 | 16 | +31  |
| 2    | Shanghai Shenhua        | 40  | 22 | 11 | 7  | 4  | 36 | 22 | +14  |
| 3    | Beijing GuoanC          | 34  | 22 | 8  | 10 | 4  | 34 | 20 | +14  |
| 4    | Yanbian Aodong          | 29  | 22 | 8  | 5  | 9  | 23 | 23 | 0    |
| 5    | Qianwei HuandaoP        | 29  | 22 | 8  | 5  | 9  | 28 | 28 | 0    |
| 6    | Jinan Taishan Jiangjun  | 28  | 22 | 7  | 7  | 8  | 19 | 22 | -3   |
| 7    | Sichuan Quanxing        | 27  | 22 | 6  | 9  | 7  | 30 | 27 | +3   |
| 8    | Guangzhou Apollo        | 25  | 22 | 5  | 10 | 7  | 14 | 20 | -6   |
| 9    | Qingdao Yizhong HainiuP | 25  | 22 | 6  | 7  | 9  | 16 | 27 | -11  |
| 10   | August 1st              | 25  | 22 | 5  | 10 | 7  | 22 | 34 | -12  |
| 11   | Tianjin Lifei           | 23  | 22 | 5  | 8  | 9  | 20 | 28 | -8   |
| 12   | Guangdong Hongyuan      | 16  | 22 | 4  | 4  | 14 | 16 | 38 | -22  |

|  | Qualification pour la Coupe d'Asie des clubs champions 1998-1999                 |
|  | Qualification pour la Coupe d'Asie des vainqueurs de coupe de football 1998-1999 |
|  | Relégation directe en deuxième division                                          |
|  | T: Tenant du titre C: Vainqueur de la Coupe de Chine P: promu de D2              |

## Bilan de la saison
| Championnat de Chine de football 1997      |                         |
| Champion                                   | Dalian Wanda (3e titre) |
| Coupes et trophées                         |                         |
| Vainqueur de la Coupe de Chine 1997        | Beijing Guoan           |
| Qualifications continentales               |                         |
| Coupe d'Asie des clubs champions 1998-1999 | Dalian Wanda            |
| Coupe des Coupes 1998-1999                 | Beijing Guoan           |
| Promotions et relégations                  |                         |
| Promus en Jia-A League                     | Wuhan Hongjinlong       |
| Promus en Jia-A League                     | Shenzhen Ping'an        |
| Promus en Jia-A League                     | Shenyang Haishi         |
| Promus en Jia-A League                     | Guangzhou Songri        |
| Relégués en China League                   | Tianjin Lifei           |
| Relégués en China League                   | Guangdong Hongyuan      |